# Bürgermeisterei Gerolstein
Die Bürgermeisterei Gerolstein war eine von ursprünglich zwölf preußischen Bürgermeistereien, in die sich der 1816 neu gebildete Kreis Daun im Regierungsbezirk Trier verwaltungsmäßig gliederte. Von 1822 an gehörte sie zur Rheinprovinz. Der Verwaltung der Bürgermeisterei unterstanden elf Gemeinden. Der Verwaltungssitz war im namensgebenden Flecken Gerolstein. Heute liegt das Verwaltungsgebiet im Landkreis Vulkaneifel in Rheinland-Pfalz.
Ende 1927 wurde die Bürgermeisterei Gerolstein in Amt Gerolstein umbenannt, es bestand bis 1968.

## Gemeinden und zugehörende Ortschaften
Zur Bürgermeisterei Gerolstein gehörten elf Gemeinden (Einwohnerzahlen und Anzahl der Haushalte (Feuerstellen) Stand 1818):
- Büscheich mit dem Gehöft Niedereich (131 Einwohner, 14 Haushalte; seit 1973 Stadtteil von Gerolstein)
- Gerolstein mit Sarresdorf und Schauerbach (570 Einwohner, 80 Haushalte)
- Hinterhausen (63 Einwohner, 5 Haushalte; seit 1969 Stadtteil von Gerolstein)
- Kalenborn (94 Einwohner, 12 Haushalte; seit 1969 Ortsteil von Kalenborn-Scheuern)
- Lissingen mit dem Hof Schwammert (278 Einwohner, 38 Haushalte; seit 1969 Stadtteil von Gerolstein)
- Michelbach (96 Einwohner, 15 Haushalte; seit 1973 Stadtteil von Gerolstein)
- Müllenborn mit einem Eisenhammer, einem Hüttenwerk und einer Mühle (182 Einwohner, 27 Haushalte; seit 1973 Stadtteil von Gerolstein)
- Neroth (347 Einwohner, 66 Haushalte)
- Salm (262 Einwohner, 46 Haushalte)
- Scheuern (84 Einwohner, 13 Haushalte; seit 1969 Ortsteil von Kalenborn-Scheuern)
- Wallenborn (223 Einwohner, 42 Haushalte)

## Geschichte
Bis zum Ende des 18. Jahrhunderts gehörten Gerolstein mit Büscheich, Kalenborn, Michelbach, Müllenborn, Salm und einem Teil von Scheuern zur Grafschaft Gerolstein; der andere Teil von Scheuern gehörte zur Arembergischen Herrschaft Fleringen. Wallenborn war reichsritterschaftlich und gehörte dem Herzog von Aremberg und dem Freiherrn Zandt von Merl zu Lissingen gemeinschaftlich. Hinterhausen und Lissingen gehörten zum kurtrierischen Amt Prüm und Neroth zum kurtrierischen Amt Daun.
Im Jahr 1794 hatten französische Revolutionstruppen das Linke Rheinufer besetzt. Nach dem Frieden von Campo Formio (1797) wurde von der französischen Direktorialregierung die damals neue französische Verwaltungsstruktur eingeführt (1798). Alle Ortschaften der späteren Bürgermeisterei Gerolstein gehörten zum Kanton Gerolstein im Department der Saar, Gerolstein wurde im Jahr 1800 Hauptort (chef-lieu) einer Mairie. Infolge der sogenannten Befreiungskriege wurde die Region 1814 vorläufig dem Generalgouvernement Mittelrhein, dann dem Generalgouvernement Nieder- und Mittelrhein unterstellt.
Auf dem Wiener Kongress (1815) wurde die gesamte Eifel dem Königreich Preußen zugeteilt. Unter der preußischen Verwaltung wurden im Jahr 1816 Regierungsbezirke und Kreise neu gebildet, linksrheinisch behielt Preußen in der Regel die Verwaltungsbezirke der französischen Mairies vorerst bei. Die Bürgermeisterei Gerolstein entsprach insoweit der vorherigen Mairie Gerolstein. Die Bürgermeisterei Gerolstein gehörte zum Kreis Daun im Regierungsbezirk Trier und ab 1822 zur Rheinprovinz.
Die Bürgermeisterei Gerolstein wurde Ende 1927, so wie alle Landbürgermeistereien in der Rheinprovinz, aufgrund des preußischen Gesetzes über die Regelung verschiedener Punkte des Gemeindeverfassungsrechts vom 27. Dezember 1927 in „Amt Gerolstein“ umbenannt. Das Amt bestand bis zum 1. Oktober 1968, Rechtsnachfolger wurde die Verbandsgemeinde Gerolstein.

## Statistiken
Nach einer „Topographisch-Statistischen Beschreibung der Königlich Preußischen Rheinprovinzen“ aus dem Jahr 1830 gehörten zur Bürgermeisterei Gerolstein ein Flecken, zehn Dörfer, ein Hof und zwei Mühlen. Im Jahr 1818 wurden insgesamt 2.330 Einwohner in 358 Haushalten gezählt, 1828 waren es 2.632 Einwohner, bis auf zwei Evangelische gehörten alle dem katholischen Glauben an. Katholische Pfarrkirchen bestanden in Gerolstein, Neroth und Salm.
Weitere Details entstammen dem „Gemeindelexikon für das Königreich Preußen“ aus dem Jahr 1888, das auf den Ergebnissen der Volkszählung vom 1. Dezember 1885 basiert. Im Verwaltungsgebiet der Bürgermeisterei Gerolstein lebten insgesamt 3.777 Einwohner in 758 Häusern und 802 Haushalten; 3.741 der Einwohner waren katholisch und 22 evangelisch, 14 gehörten dem jüdischen Glauben an.
Die Gesamtfläche der zur Bürgermeisterei gehörigen Gemeinden betrug 7.902 Hektar, davon waren 2.821 Hektar Ackerland, 708 Hektar Wiesen und 2.825 Hektar Wald (Stand 1885).